# Annelise Koster
Annelise Koster (sinh 16 tháng 10, 1999) là một vận động viên thể dục nghệ thuật Namibia, đại diện cho quốc gia của cô tại các cuộc thi quốc tế.
Vào tháng 9 năm 2015, Koster đã tham dự Thế vận hội Toàn Châu Phi được tổ chức tại Brazzaville. Cô đã hoàn thành thứ sáu trong các xà lệch và thứ bảy trong cầu thăng bằng, đã thất bại trong trận chung kết của hầm. (Bài tập sàn đã bị hủy sau khi các nhà tổ chức sự kiện ra lệnh sai sàn thể dục.)
Koster đã thi đấu tại Giải vô địch thể dục nghệ thuật thế giới 2015 tại Glasgow vào tháng 10/2015. Cô đã tham gia vào sự kiện quán bar không đồng đều, nhưng không tiến đến trận chung kết.